# Группа по допросу особо важных задержанных
Группа по допросу особо важных задержанных (англ. High-Value Detainee Interrogation Group, HIG) —  объединение трех агентств США по сбору разведывательных данных, которое включает специалистов разведки из Федерального бюро расследований (ФБР), Центрального разведывательного управления (ЦРУ) и Министерства обороны США. Группа находится в составе Отделения национальной безопасности (National Security Branch) ФБР.
Группа была создана президентом Бараком Обамой в августе 2009 года. Её структура и задачи сформулированы в апреле 2010 года. Группа была создана для допроса подозреваемых в терроризме вскоре после их ареста, для быстрого получения информации о сообщниках и террористических угрозах.
Группа контролирует допросы за рубежом. В январе 2010 года директор Национальной разведки Деннис Блэр заявил, что группа начнет допрашивать людей также в США. Руководство Группы утверждает, что использует разрешенные, законные, непринудительные методы, проводит исследования эффективности методов допроса и обеспечивает обучение своих следователей, других разведывательных кругов США, а также партнеров и союзников правоохранительных органов за рубежом.
Группа находится в ведении ФБР. Директор Группы — представитель ФБР с двумя заместителями. Один из них из Министерства обороны, другой представляет ЦРУ. Группа подлежит надзору со стороны Совета национальной безопасности, Министерства юстиции и Конгресса.
Создание группы положило конец бюрократической войне между ЦРУ и ФБР по поводу того, кто несет ответственность за допросы.
Группа курировала допрос американского гражданина пакистанского происхождения, ответственного за попытку взрыва автомобиля на Таймс-сквер в 2010 году Фейсала Шахзада, подозреваемого во взрыве на Бостонском марафоне Джохара Царнаева (Dzhokhar Tsarnaev), и подозреваемого в терроризме в Бенгази Ахмеда Абу Хатталу (Ahmed Abu Khattala).